# La grande truffa del rap
La grande truffa del rap è un album in studio del gruppo rap italiano Gente Guasta, pubblicato nel gennaio 2000 dall'etichetta Niente X Niente Records.

## Il disco
Il progetto di Esa e Polare è successivo alla loro fortunata esperienza come componenti del gruppo rap varesino Otierre, esce nel 2000 ed è composto da 15 tracce su cui lavorano alle strumentali Lato, El Presidente (nuovo nome d'arte dello stesso Esa), The NextOne, DJ Skizo, Boulevard Bou e Inesha. Dal lato vocale, l'album ha visto numerose collaborazioni, tra cui quelle con gli Uomini di Mare e con la Rome Zoo. Inoltre compaiono diversi ospiti stranieri, membri del collettivo rap internazionale La Connessione, a rimare in francese, tedesco ed inglese.
Al rap positivo irraggiato dagli Otierre, Esa e Polare oppongono una visione più cupa ed un atteggiamento maggiormente autoreferenziale in un prodotto che la critica non ha pienamente accettato, pur avendo il disco raggiunto anche i mercati dell'Europa continentale grazie al collettivo La Connessione di cui il duo faceva parte già dai tempi degli Otierre.

## Tracce
1. La grande truffa del rap (feat. Uomini di Mare) – 4:46
2. L'originale trasmissione della rovina (feat. Toni L e Torch) – 4:55
3. B Careful (feat. Dominicano e Opius 1) – 5:00
4. Soul, soul, soul!... Io lo so! – 4:39
5. Chi è il pagliaccio? (feat. Pitcho) – 5:13
6. Lotta armata – 4:58
7. I due emisferi (feat. Thorn, Koolizm e Zulu Sound System) – 5:42
8. I solidi sospetti (feat. Danno, Masito, Gufo Supremo, Amir e Sparo Manero) – 6:13
9. Tappa dopo tappa – 4:03
10. Mondi sotterranei – 3:11
11. Insane metamorfosi – 4:35
12. Missionari, visionari, milionari (feat. Rival Capone e Rebel Rae) – 4:59
13. Programmati per uccidere (feat. Defi J) – 4:58
14. La grande truffa - Outro (feat. Uomini di Mare) – 1:58
15. Ill Combo '97 (feat. Sean) – 4:24